# Dibromanthanthron
Dibromanthanthron ist ein orange-rotes, synthetisches, organisches Farbmittel. Es leitet sich strukturell vom Anthanthren bzw. Anthanthron ab.
Es wurde erst 1913 als Küpenfarbstoff (C.I. Vat Orange 3, C.I. 59300) hergestellt und später auch als Pigment (C.I. Pigment Red 168) genutzt.

## Gewinnung und Darstellung
Zur Herstellung von Dibromanthanthron wird 1-Aminonaphthalin mit Phosgen und Aluminiumchlorid zu Naphthostyril umgesetzt, das sich zu 1-Aminonaphthalin-8-carbonsäure verseifen lässt. Die Dimerisierung zu 1,1′-Dinaphthyl-8,8′-dicarbonsäure erfolgt durch Diazotierung und anschließendem Verkochen in Gegenwart von Kupferpulver. Ohne Zwischenisolierung erhält man hieraus mit Schwefelsäure und anschließender Bromierung 4,10-Dibromanthanthron.

## Verwendung
Dibromanthanthron zählt zu den lichtechtesten und wetterechtesten organischen Pigmenten. Es wird in hochwertigen Lacken für reine Scharlachtöne und in sehr niedrigen Konzentration häufig zum Nuancieren, in Mischsystemen und in hochwertigen Bautenfarben für Pastelltöne eingesetzt. Für Druckfarben ist das Pigment von untergeordneter Bedeutung, lediglich in Spezialdruckfarben für den Plakatdruck und Blechdruck kommt es zum Einsatz. Sein gelbstichigeres 4,10-Dichlor-Derivat ist als Pigment ohne Bedeutung.